# Wiktor Jurczenko
Wiktor Jurczenko (ukr. Віктор Юрченко, ur. 15 maja 1980, Rejon orżycki) – ukraiński strongman.
Drużynowy Mistrz Świata Strongman w latach 2006 i 2007.
Wymiary:
- wzrost 184 cm
- waga 132 kg
- biceps 52 cm
- klatka piersiowa 140 cm
- udo 78 cm

Mieszka w Czerkasach na Ukrainie.

## Osiągnięcia strongman
- 2005
  - 6. miejsce - Drużynowe Mistrzostwa Świata Par Strongman 2005
  - 2. miejsce - Mistrzostwa United Strongman Series 2005
- 2006
  - 1. miejsce - Drużynowe Mistrzostwa Świata Strongman 2006
- 2007
  - 2. miejsce - Mistrzostwa Ukrainy Strongman
  - 8. miejsce - Mistrzostwa Europy IFSA Strongman 2007
  - 1. miejsce - Drużynowe Mistrzostwa Świata Strongman 2007
- 2009
  - 4. miejsce - Mistrzostwa Ukrainy Strongman